# Сборная ЛНР по футболу
Национа́льная сбо́рная Луганской Народной Республики по футбо́лу — футбольная команда, представляющая самопровозглашённую Луганскую Народную Республику в международных соревнованиях. Команду контролирует Луганский футбольный союз. ЛНР не входит ни в ФИФА, ни в УЕФА, но является членом организации ConIFA.

## История
4 октября 2014 года в ЛНР был создан Луганский футбольный союз. Для организации ЛФС было проведено собрание, в котором приняли участие как руководители ЛНР (Олег Акимов) так и несколько человек, близких к спортивной сфере, симпатизирующие ЛНР: заслуженный тренер Украины Владислав Глухарев, президент Ассоциации спортивной общественности Луганской области Павел Войков, Александр Журавлев, Заслуженный тренер Украины Валерий Галустов, Виталий Рудницкий. Президентом Союза стал мэр Луганска Манолис Пилавов, а генеральным директором Юрий Малыгин. Задачей новой структуры было названо проведение чемпионата и кубка ЛНР, и создание сборной ЛНР, которая первый матч на полях республики сыграла в ноябре 2014 года с командой «Горняк» (Ровеньки). Официальной же датой создания сборной ЛНР установили 19 марта 2015 года, так как в этот день в Сухуме луганчане провели свой первый национальный матч со сборной Абхазии, проиграв 0:1. Возглавлял футбольную сборную Чемпион СССР 1972 года в составе луганской Зари и бронзовый призёр Олимпийских игр 1972 года Анатолий Куксов.

## Состав
Список футболистов, вызываемых для участия в товарищеских матчах со сборными Абхазии и ДНР:
| Имя                 | Дата рождения            | Клуб                 | Матчи (голы) | Дебют за сборную             |
| Вратари             | Вратари                  | Вратари              | Вратари      | Вратари                      |
| ------------------- | ------------------------ | -------------------- | ------------ | ---------------------------- |
| Андрей Комарицкий   | 2 февраля 1982 (43 года) | Спартак (Луганск)    | 3 (−2)       | против Абхазии 19 марта 2015 |
| Игорь Машков        | 1 декабря 1992 (32 года) | Спартак (Луганск)    | 1 (-4)       | против ДНР 8 августа 2015    |
| Защитники           |                          |                      |              |                              |
| Александр Малыгин   | 27 ноября 1979 (45 лет)  | Далевец (Луганск)    | 4 (0)        | против Абхазии 19 марта 2015 |
| Александр Ханин     | 25 июля 1988 (36 лет)    | Спартак (Луганск)    | 1 (0)        | против Абхазии 19 марта 2015 |
| Александр Яскович   | 11 мая 1990 (35 лет)     | Спартак (Луганск)    | 2 (0)        | против Абхазии 19 марта 2015 |
| Виталий Брянцев     | 24 июня 1994 (31 год)    | Заря-Сталь (Луганск) | 1 (0)        | против Абхазии 19 марта 2015 |
| Андрей Колесниченко | 20 августа 1985 (39 лет) | Горняк (Ровеньки)    | 3 (0)        | против Абхазии 19 марта 2015 |
| Антон Ивашкевич     | 23 августа 1995 (29 лет) | Далевец (Луганск)    | 2 (0)        | против Абхазии 19 марта 2015 |
| Денис Войцеховский  | 24 ноября 1983 (41 год)  | ФК Стаханов          | 1 (0)        | против ДНР 19 сентября 2015  |
| Александр Половков  | 4 октября 1979 (45 лет)  | Шахтер (Свердловск)  | 1 (0)        | против ДНР 8 августа 2015    |
| Андрей Рыбкин       | 7 апреля 1997 (28 лет)   | Далевец (Луганск)    | 1 (0)        | против ДНР 8 августа 2015    |
| Роман Павлов        | 24 мая 1995 (30 лет)     | Далевец (Луганск)    | 1 (0)        | против ДНР 8 августа 2015    |
| Полузащитники       |                          |                      |              |                              |
| Андрей Мартынов     | 7 декабря 1979 (45 лет)  | Заря-Сталь (Луганск) | 2 (0)        | против Абхазии 19 марта 2015 |
| Виталий Хорунжий    | 6 июля 1987 (38 лет)     | Спартак (Луганск)    | 1 (0)        | против Абхазии 19 марта 2015 |
| Роман Минеев        | 1 февраля 1987 (38 лет)  | Алессандрия (Москва) | 1 (0)        | против Абхазии 19 марта 2015 |
| Александр Олейник   | 11 июля 1989 (36 лет)    | Горняк (Ровеньки)    | 1 (0)        | против Абхазии 19 марта 2015 |
| Вадим Тарасов       | 7 марта 1981 (44 года)   | Спартак (Луганск)    | 2 (0)        | против Абхазии 19 марта 2015 |
|                     |                          |                      |              |                              |
| Александр Андрющук  | 23 марта 1996 (29 лет)   | Далевец (Луганск)    | 4 (0)        | против Абхазии 19 марта 2015 |
| Юрий Кузьмин        | 16 июня 1982 (43 года)   | Спартак (Луганск)    | 1 (0)        | против ДНР 19 сентября 2015  |
| Андрей Когут        | 21 января 1992 (33 года) | Далевец (Луганск)    | 2 (0)        | против ДНР 19 сентября 2015  |
| Алексей Мухин       | 19 октября 1995 (29 лет) | Далевец (Луганск)    | 1 (0)        | против ДНР 8 августа 2015    |
| Нападающие          |                          |                      |              |                              |
| Никита Кислый       | 2 марта 1991 (34 года)   | Шахтер (Свердловск)  | 1 (0)        | против Абхазии 19 марта 2015 |
| Артём Бабенко       | 15 апреля 1994 (31 год)  | без клуба            | 1 (0)        | против Абхазии 19 марта 2015 |
| Юрий Целых          | 18 апреля 1979 (46 лет)  | Горняк (Ровеньки)    | 1 (1)        | против ДНР 19 сентября 2015  |
| Сергей Пивненко     | 19 октября 1984 (40 лет) | Далевец (Луганск)    | 1 (1)        | против ДНР 19 сентября 2015  |
| Андрей Данаев       | 1 сентября 1979 (45 лет) | Далевец (Луганск)    | 2 (1)        | против ДНР 19 сентября 2015  |
| Александр Майборода | 16 июля 1996 (29 лет)    | Далевец (Луганск)    | 1 (0)        | против ДНР 8 августа 2015    |

## Результаты
Известно о семи матчах проведённых сборной:
| Дата             | Место проведения                                       | Хозяева            | Гости                | Счет | Игроки, забившие мяч за ЛНР                              |
| ---------------- | ------------------------------------------------------ | ------------------ | -------------------- | ---- | -------------------------------------------------------- |
| 20 сентября 2019 | Республиканский стадион им. Гурама Цховребова, Цхинвал | Южная Осетия       | ЛНР                  | 2:0  |                                                          |
| 24 августа 2019  | стадион Авангард, Луганск                              | ЛНР                | Южная Осетия         | 4:3  | Мухин, 21', Сухарьков, 28', Когут, 65' (п), Белавин, 76' |
| 13 августа 2016  | стадион Металлург, Енакиево                            | ДНР                | ЛНР Арагац (Луганск) | 1:1  | Титаренко, 55'                                           |
| Май 2016         | Сухум                                                  | Республика Абхазия | ЛНР                  | 0:0  |                                                          |
| 19 сентября 2015 | стадион Авангард, Луганск                              | ЛНР                | ДНР                  | 3:1  | Целых, 39', Данаев, 64' (п), Пивненко, 81'               |
| 8 августа 2015   | стадион Металлург, Донецк                              | ДНР                | ЛНР                  | 4:1  | Наумов, 90+1'                                            |
| 29 мая 2015      | Республиканский стадион, Сухум                         | Республика Абхазия | ЛНР                  | 1:0  |                                                          |

Матч со сборной ДНР 2016 года проходил в рамках отбора к Чемпионату мира ConIFA среди непризнанных государств 2018 года, где в европейской зоне отбора сборная ЛНР заняла итоговое 10-е место из 14 команд.

## Чемпионат Европы ConIFA среди непризнанных государств 2019
Сборная ЛНР исходя из рейтинга ConIFA была отобрана для участия в Чемпионате Европы среди непризнанных государств, который прошёл с 1 по 9 июня 2019 года в Нагорном Карабахе. Сборная была посеяна из третьей по силе корзины и попала в группу А, где её ждали матчи с одной из самых титулованных непризнанных сборных — сборной Лапландии, и с хозяевами турнира — сборной Арцаха. Однако по неизвестным причинам сборная участия не приняла.